# Nati nel 1928/Luglio
| Questa pagina contiene informazioni ricavate automaticamente dalle voci biografiche con l'ausilio del template Bio e di un bot. L'aggiornamento è periodico e automatico e ricostruisce completamente la pagina. Se manca una persona in questa lista, sei pregato di non aggiungerla, ma accertati piuttosto che la sua voce biografica contenga il template Bio e che i dati anagrafici siano correttamente compilati. Se il template Bio manca, inseriscilo tu stesso o, in alternativa, metti l'avviso {{tmp\|Bio}} che ne segnala la mancanza. Se i dati riportati sono sbagliati, correggi direttamente la voce biografica; le modifiche saranno visibili in questa lista entro pochi giorni. Per chiarimenti vedi il progetto biografie. La lista contiene solo le 192 persone che sono citate nell'enciclopedia e per le quali è stato implementato correttamente il template Bio. Pagina aggiornata al 18 ago 2025. |

- 1º luglio - Esma Agolli, attrice albanese († 2010)
- 1º luglio - Bobby Day, cantautore statunitense († 1990)
- 1º luglio - Stelvio Della Casa, calciatore italiano († 2011)
- 1º luglio - Júlio Delamare, giornalista brasiliano († 1973)
- 1º luglio - Bucky McConnell, cestista statunitense († 2019)
- 1º luglio - Marcello Savini, pittore italiano († 1995)
- 1º luglio - Birgitta Ulfsson, attrice finlandese († 2017)
- 2 luglio - George Feigenbaum, cestista statunitense († 2000)
- 2 luglio - Sidney Kibrick, attore statunitense
- 2 luglio - Tat'jana Pileckaja, attrice sovietica
- 2 luglio - Line Renaud, cantante e attrice francese
- 2 luglio - Estelita Rodriguez, attrice statunitense († 1966)
- 2 luglio - Peter Thomas Taylor, allenatore di calcio e calciatore inglese († 1990)
- 3 luglio - Georges-Jean Arnaud, scrittore francese († 2020)
- 3 luglio - Fritz Cejka, calciatore austriaco († 2020)
- 3 luglio - Günter Bruno Fuchs, poeta e scrittore tedesco († 1977)
- 3 luglio - Jan Machulski, attore polacco († 2008)
- 4 luglio - Giampiero Boniperti, calciatore, dirigente sportivo e politico italiano († 2021)
- 4 luglio - Julio César Gully, ex cestista uruguaiano
- 4 luglio - Peter Mander, velista neozelandese († 1998)
- 4 luglio - Jürgen Kurt Moser, matematico tedesco († 1999)
- 5 luglio - Ramón Cobo, calciatore e allenatore di calcio spagnolo († 2009)
- 5 luglio - Simona Mafai, politica italiana († 2019)
- 5 luglio - Pierre Mauroy, politico francese († 2013)
- 5 luglio - Jeremy Moore, generale britannico († 2007)
- 5 luglio - Warren Oates, attore statunitense († 1982)
- 5 luglio - Jurij Ozerov, cestista e allenatore di pallacanestro sovietico († 2004)
- 5 luglio - Michelangelo Pira, giornalista, antropologo e scrittore italiano († 1980)
- 5 luglio - Vladimir Nikolaevič Toporov, storico della letteratura, filologo e critico letterario russo († 2005)
- 6 luglio - Marvin Burns, nuotatore e pallanuotista statunitense († 1990)
- 6 luglio - Antonietta Gallone Galassi, fisica italiana († 2015)
- 6 luglio - Peter Glossop, baritono inglese († 2008)
- 6 luglio - Bernard Malgrange, matematico francese († 2024)
- 6 luglio - Wally Osterkorn, cestista statunitense († 2012)
- 6 luglio - Ermenegildo Reato, presbitero, storico e insegnante italiano († 2025)
- 6 luglio - Bill Ross, pallanuotista statunitense († 2021)
- 7 luglio - Patricia Hitchcock, attrice e produttrice cinematografica britannica († 2021)
- 7 luglio - Søren Elung Jensen, attore danese († 2017)
- 7 luglio - Renato Toso, ex calciatore italiano
- 8 luglio - Jozef Dupré, politico belga († 2021)
- 8 luglio - Marcello Giombini, compositore e organista italiano († 2003)
- 8 luglio - Finn Haunstoft, canoista danese († 2008)
- 8 luglio - Rafael Hechanova, cestista filippino († 2021)
- 8 luglio - Rudolf Kortokraks, pittore tedesco († 2014)
- 8 luglio - Josep Perarnau i Espelt, religioso, teologo e storico spagnolo
- 8 luglio - Pier Giacomo Pisoni, storico italiano († 1991)
- 8 luglio - Nelli Shkolnikova, violinista e insegnante sovietica († 2010)
- 8 luglio - Alekos Spanoudakīs, cestista greco († 2019)
- 9 luglio - Federico Bahamontes, ciclista su strada e pistard spagnolo († 2023)
- 9 luglio - Coniugi Cavallini, cantastorie italiano († 2005)
- 9 luglio - Vince Edwards, attore, regista e cantante statunitense († 1996)
- 9 luglio - Antonio Forte, vescovo cattolico italiano († 2006)
- 9 luglio - Luigi Gandini, canottiere italiano († 1987)
- 9 luglio - Gino Lo Russo Toma, tenore italiano († 2000)
- 9 luglio - Leonardo Mattioli, illustratore italiano († 1999)
- 9 luglio - Giovanni Meazzo, ciclista su strada italiano († 2021)
- 9 luglio - Nikos Mīlas, cestista e allenatore di pallacanestro greco († 2019)
- 9 luglio - Juan Rodríguez, canottiere uruguaiano († 2019)
- 9 luglio - Marcel Schlechter, politico lussemburghese († 2023)
- 10 luglio - Bernard Buffet, pittore francese († 1999)
- 10 luglio - Gerhard Durlacher, scrittore olandese († 1996)
- 10 luglio - Alejandro de Tomaso, pilota automobilistico e imprenditore argentino († 2003)
- 10 luglio - Francisco de Zela, cestista peruviano († 1952)
- 11 luglio - Marcos Calderón, allenatore di calcio peruviano († 1987)
- 11 luglio - Mario Galvagni, architetto italiano († 2020)
- 11 luglio - Jane Gardam, scrittrice britannica († 2025)
- 11 luglio - Nic Jonk, scultore olandese († 1994)
- 11 luglio - Bobo Olson, pugile statunitense († 2002)
- 11 luglio - Frank Rosenblatt, psicologo statunitense († 1971)
- 11 luglio - Andrea Ofilada Veneracion, direttrice di coro, pianista e soprano filippina († 2013)
- 12 luglio - Peter Cellier, attore britannico
- 12 luglio - Elias James Corey, chimico statunitense
- 12 luglio - Alain Dufour, storico e archivista svizzero († 2017)
- 12 luglio - Jo Myong-rok, generale e politico nordcoreano († 2010)
- 12 luglio - János Palotai, calciatore ungherese († 2010)
- 12 luglio - Julio Riscal, attore spagnolo († 2008)
- 12 luglio - Tayeb Salih, scrittore sudanese († 2009)
- 12 luglio - Hayden White, storico e filosofo statunitense († 2018)
- 13 luglio - Tommaso Buscetta, mafioso e collaboratore di giustizia italiano († 2000)
- 13 luglio - Bob Crane, attore statunitense († 1978)
- 13 luglio - Sven Davidson, tennista svedese († 2008)
- 13 luglio - Joseph Lopreato, sociologo statunitense († 2015)
- 13 luglio - Valentin Pikul', scrittore sovietico († 1990)
- 13 luglio - Leroy Vinnegar, contrabbassista e compositore statunitense († 1999)
- 14 luglio - Louis Calaferte, scrittore italiano († 1994)
- 14 luglio - Harvey Dubner, ingegnere e matematico statunitense († 2019)
- 14 luglio - Anna Kolesárová, beata slovacca († 1944)
- 14 luglio - Boris Kuznecov, calciatore sovietico († 1999)
- 14 luglio - Lodovico Lessona, pianista italiano († 1972)
- 14 luglio - Fabio Monti, arbitro di calcio italiano († 1997)
- 14 luglio - Nancy Olson, attrice statunitense
- 14 luglio - Dave Power, mezzofondista e maratoneta australiano († 2014)
- 14 luglio - Ole Schmidt, compositore, direttore d'orchestra e pianista danese († 2010)
- 14 luglio - Lucyna Winnicka, attrice polacca († 2013)
- 15 luglio - Pál Benkő, scacchista e compositore di scacchi ungherese († 2019)
- 15 luglio - Duilio Courir, critico musicale italiano († 2010)
- 15 luglio - Elmer George, pilota automobilistico statunitense († 1976)
- 15 luglio - Carlo Lenci, calciatore italiano († 2000)
- 15 luglio - Vittoria Michitto, italiana
- 15 luglio - Alberto Pigaiani, sollevatore italiano († 2003)
- 15 luglio - Tom Troupe, attore statunitense († 2025)
- 15 luglio - Carl Woese, biologo statunitense († 2012)
- 16 luglio - Bodinho, calciatore brasiliano († 2007)
- 16 luglio - Anita Brookner, scrittrice, critica d'arte e saggista inglese († 2016)
- 16 luglio - Bella Davidovich, pianista sovietica
- 16 luglio - Carlos Heidel Feresin, calciatore brasiliano († 2010)
- 16 luglio - Nicolina Papetti, attrice italiana († 2009)
- 16 luglio - Jim Rathmann, pilota automobilistico statunitense († 2011)
- 16 luglio - Robert Sheckley, scrittore statunitense († 2005)
- 17 luglio - Ion Alecsandrescu, calciatore e dirigente sportivo rumeno († 2000)
- 17 luglio - Sante Calogero, attore e doppiatore italiano († 2005)
- 17 luglio - Vince Guaraldi, compositore, pianista e musicista statunitense († 1976)
- 17 luglio - Arturo La Pegna, produttore cinematografico e produttore televisivo italiano († 2001)
- 17 luglio - Joe Morello, batterista statunitense († 2011)
- 18 luglio - Carl Fontana, trombonista statunitense († 2003)
- 18 luglio - Andrea Gallo, presbitero, partigiano e educatore italiano († 2013)
- 18 luglio - Manuel Guerra, nuotatore spagnolo († 2020)
- 18 luglio - Russell Mockridge, pistard e ciclista su strada australiano († 1958)
- 18 luglio - Enzo Spitaleri, attore italiano
- 18 luglio - Simon Vinkenoog, poeta e scrittore olandese († 2009)
- 19 luglio - Cesare Bovio, compositore e paroliere italiano
- 19 luglio - John Bratby, pittore e scrittore britannico († 1992)
- 19 luglio - László Budai, allenatore di calcio e calciatore ungherese († 1983)
- 19 luglio - Enzo Della Santa, regista italiano
- 20 luglio - Belaid Abdessalam, politico algerino († 2020)
- 20 luglio - Donatella Bianconi, cantante e pianista italiana († 2017)
- 20 luglio - Hideo Hamamura, maratoneta giapponese († 2000)
- 20 luglio - Pavel Kohout, scrittore, drammaturgo e poeta ceco
- 20 luglio - Jan Meyers, politica statunitense († 2019)
- 20 luglio - Mario Tommasini, politico italiano († 2006)
- 21 luglio - Chuck Low, attore statunitense († 2017)
- 21 luglio - Erminio Marussi, calciatore italiano († 2008)
- 22 luglio - Orson Bean, attore, doppiatore e personaggio televisivo statunitense († 2020)
- 22 luglio - Robert Bergland, politico statunitense († 2018)
- 22 luglio - Nedelčo Beronov, politico e giurista bulgaro († 2015)
- 22 luglio - Steingrímur Hermannsson, politico islandese († 2010)
- 22 luglio - Alfred Hilbe, politico liechtensteinese († 2011)
- 22 luglio - Jimmy Hill, calciatore e allenatore di calcio inglese († 2015)
- 22 luglio - Mara Mauri, cantante italiana
- 23 luglio - Walter Beerli, calciatore svizzero († 1995)
- 23 luglio - Leon Fleisher, pianista e direttore d'orchestra statunitense († 2020)
- 23 luglio - Franco Giraudo, ex calciatore e allenatore di calcio italiano
- 23 luglio - Pietrangelo Gregorio, ingegnere e inventore italiano († 2019)
- 23 luglio - Bill Lee, compositore, musicista e attore statunitense († 2023)
- 23 luglio - Luigi Locati, vescovo cattolico e missionario italiano († 2005)
- 23 luglio - Vera Rubin, astronoma statunitense († 2016)
- 23 luglio - Don Scott, pugile britannico († 2013)
- 23 luglio - Hubert Selby Jr., scrittore e sceneggiatore statunitense († 2004)
- 23 luglio - Cyrus Young, giavellottista statunitense († 2017)
- 24 luglio - Michael Currie, attore statunitense († 2009)
- 24 luglio - Griselda Gambaro, scrittrice argentina
- 24 luglio - Dennis Stock, fotografo e giornalista statunitense († 2010)
- 24 luglio - Ivan Štraus, architetto bosniaco († 2018)
- 25 luglio - Biagio Agnes, giornalista e dirigente d'azienda italiano († 2011)
- 25 luglio - Jimmy Jones, calciatore nordirlandese († 2014)
- 25 luglio - Joyce Mansour, scrittrice e poetessa egiziana († 1986)
- 25 luglio - Carlo Molari, presbitero, insegnante e saggista italiano († 2022)
- 25 luglio - Mimmo Palmara, attore, doppiatore e direttore del doppiaggio italiano († 2016)
- 25 luglio - Dolphy, attore, comico e produttore cinematografico filippino († 2012)
- 26 luglio - Tadeusz Baird, compositore polacco († 1981)
- 26 luglio - Netiva Ben-Yehuda, scrittrice israeliana († 2011)
- 26 luglio - Francesco Cossiga, politico e costituzionalista italiano († 2010)
- 26 luglio - Ernesto Deira, artista argentino († 1986)
- 26 luglio - Elliott Erwitt, fotografo statunitense († 2023)
- 26 luglio - Abdelkader Guerroudj, politico algerino († 2020)
- 26 luglio - Manfred Horstmann, fisico tedesco († 1992)
- 26 luglio - Joe Jackson, dirigente d'azienda, musicista e chitarrista statunitense († 2018)
- 26 luglio - Stanley Kubrick, regista, sceneggiatore e produttore cinematografico statunitense († 1999)
- 26 luglio - Sally Oppenheim-Barnes, politica britannica († 2025)
- 26 luglio - Bernice Rubens, scrittrice gallese († 2004)
- 27 luglio - Ursula Boese, contralto tedesco († 2016)
- 27 luglio - Agostino Ferrin, basso italiano († 1989)
- 27 luglio - Joseph Kittinger, aviatore statunitense († 2022)
- 27 luglio - Karl Mai, calciatore tedesco († 1993)
- 27 luglio - Eleonora Vincenti, filologa italiana († 2015)
- 28 luglio - Angélica Gorodischer, scrittrice argentina († 2022)
- 28 luglio - Květa Pacovská, illustratrice e scrittrice ceca († 2023)
- 28 luglio - Anatolij Porchunov, calciatore sovietico († 1992)
- 28 luglio - Riccardo Scrivano, critico letterario italiano († 2020)
- 29 luglio - Ronald Philippe Bär, vescovo cattolico olandese († 2025)
- 29 luglio - Gianni Gianese, scultore italiano († 2017)
- 29 luglio - Dmitrij Ivanov, sollevatore sovietico († 1993)
- 29 luglio - Alberto Oliart, politico, avvocato e funzionario spagnolo († 2021)
- 30 luglio - Giano Accame, giornalista e saggista italiano († 2009)
- 30 luglio - Chū Arai, comico, attore e cantante giapponese († 2000)
- 30 luglio - Luigi Bertoli, calciatore italiano († 2010)
- 30 luglio - Valentin Muratov, ginnasta e allenatore di ginnastica artistica sovietico († 2006)
- 30 luglio - Eunice Muñoz, attrice portoghese († 2022)
- 30 luglio - Giuseppe Aurelio Privitera, grecista italiano
- 30 luglio - Fons van der Stee, politico olandese († 1999)
- 31 luglio - Gilles Carle, regista e sceneggiatore canadese († 2009)
- 31 luglio - Burt Topper, regista statunitense († 2007)